# Vegetació mediterrània

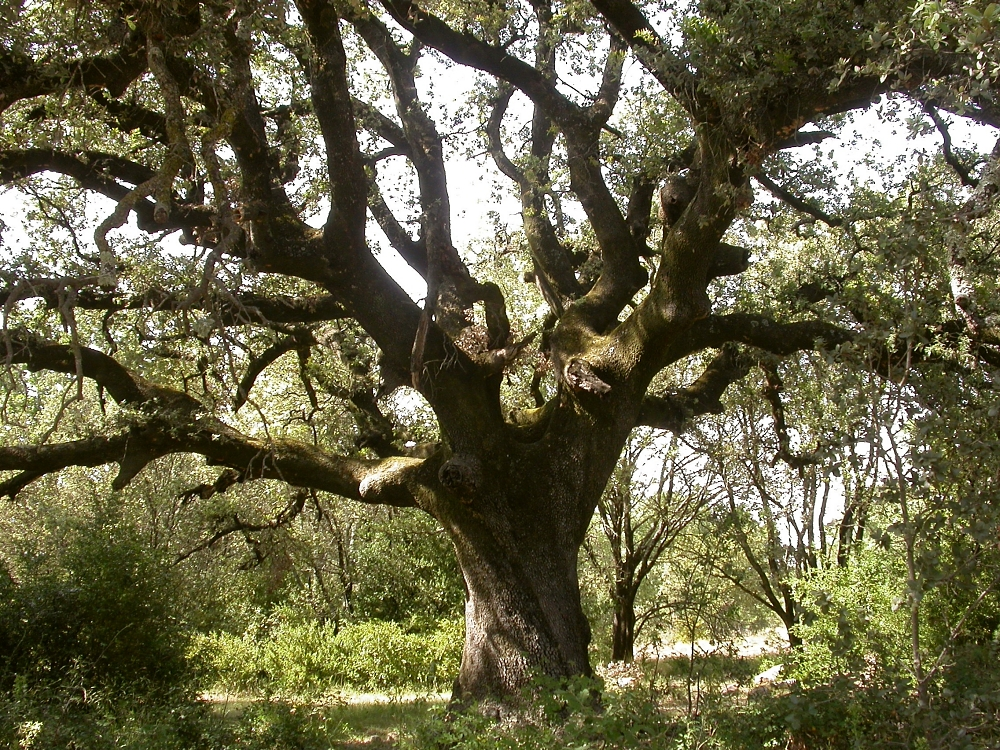
L'alzina, com aquesta del Llenguadoc, és potser l'arbre més típic de la vegetació de la conca del Mediterrani

La vegetació mediterrània és la vegetació de les zones amb clima mediterrani de tot el món; ocupen només el 5% de la superfície mundial i s'hi troben, en canvi, el 20% de les plantes vasculars del món.
A la conca del Mediterrani la superfície total és de 2.085.292 km², dels quals només 98.009 km² romanen sense pertorbació humana.
Prop del 60% de les espècies de la flora mediterrània són endèmiques de la regió mediterrània.
La flora de plantes vasculars de la regió de la conca del Mediterrani té unes 24.000 espècies i ocupen un espai de només de 2,3 milions de km², això vol dir que el 10% de les plantes vasculars conegudes es troben a la conca del Mediterrani.
En contrast l'Europa no mediterrània ocupa 9 milions de km², però només té 6.000 espècies de plantes vasculars. Per exemple, només el 10% del territori de França està a la conca del Mediterrani però el 66% de les espècies vasculars de França en conjunt es troben a la França mediterrània.

## Vegetació anterior a la del clima mediterrani
Abans del Pliocè el clima de l'actual regió mediterrània era de tipus tropical, sense glaçades ni sequera a l'estiu. La vegetació era més densa, de tipus tropical i incloïa elements (tàxons) termòfils que requerien humitat durant tot l'any, que han desaparegut de la flora mediterrània actual (però es troben en llocs de clima tropical o subtropical, o temperats humits) entre els tàxons ja desapareguts s'hi trobaven: Engelhardia, Platycarya, Rhoiptelea, Sapotaceae, Menispermaceae, Taxodiaceae, Symplocos, Microtropis fallax, Distylium, Hamamelis, Liquidambar, Carya, Pterocarya, Zelkova, Parrotia persica, Eucommia, Cathaya, Tsuga.

## Vegetació i clima mediterrani
Les condicions actuals del clima mediterrani amb el seu característic estiu sec i l'alta variabilitat interanual de precipitacions va aparèixer primer durant la segona meitat del període Pliocè, fa uns 3,2 milions d'anys. Els gèneres de plantes, del principi del Pliocè o d'abans, de les quals es disposa de les restes fòssils a la conca occidental del Mediterrani, es consideren descendents de gèneres que no es van formar sota l'actual clima mediterrani. En contrast, els gèneres actuals dels quals no es disposa de registres fòssils del primer estadi del Pliocè o d'abans és molt probable que representin llinatges que apareixen a la regió mediterrània (per evolució in situ o per emigració) després de l'establiment de l'actual clima mediterrani.
Es consideren, entre d'altres, gèneres d'aparició d'abans del clima mediterrani: Pistacia, Olea, Juniperus, Pinus i Quercus. En canvi es consideren originats en clima mediterrani, entre d'altres, els gèneres Lavandula, Erica, Genista, Cistus i Rosmarinus.

## Fitogeografia a la conca del Mediterrani
Fitogeogràficament, la conca del Mediterrani, els boscos i arbredes mediterranis i les arbredes seques i estepes d'Àfrica del Nord, la costa de la mar Negra del nord-est d'Anatòlia, la costa sud de Crimea entre Sebastòpol i Feodosia i la costa de la mar Negra entre Anapa i Tuapse a Rússia formen la regió florística del Mediterrani, la qual pertany al subregne tetià del regne boreal i està tancada per la regió circumboreal, regió iranoturaniana, la regió àrabosahariana i la regió macaronèsica: totes són regions florístiques.
La regió mediterrània va ser proposada per primera vegada pel botànic alemany August Grisebach a finals del segle xix.
La família Drosophyllaceae, recentment segregada de la família Droseraceae, és l'única família que és endèmica de la regió mediterrània. Entre els gèneres de plantes endèmics es troben:
| - Tetraclinis - Rupicapnos - Ceratocapnos - Soleirolia - Ortegia - Bolanthus - Lycocarpus - Ionopsidium - Bivonaea - Euzomodendron - Hutera - Vella - Boleum - Didesmus - Morisia - Guiraoa - Malope |  | - Drosophyllum - Ceratonia - Chronanthus - Anagyris - Calicotome - Spartium - Hymenocarpus - Biserrula - Argania - Petagnia - Lagoecia - Putoria - Fedia - Tremastelma - Bellardia - Lafuentea - Rosmarinus |  | - Argantoniella - Preslia - Gyrocarion - Dorystoechas - Coridothymus - Trachelium - Santolina - Cladanthus - Staehelina - Leuzea - Andryala - Rothmaleria - Scilla - Hermodactylus - Triplachne - Helicodiceros - Chamaerops - Aphyllanthes |  |

Els gèneres Aubrieta, Sesamoides, Cynara, Dracunculus, Arisarum i Biarum són gairebé endèmics. Entre les espècies endèmiques més prominents en la vegetació mediterrània hi ha el pi blanc, pi pinyer, xiprer mediterrani, estorac oriental, llorer, alzina, garric, arboç, Arbutus andrachne, llentiscle, noguerola, murtra, baladre, Acanthus mollis, Vitex agnus-castus. Més encara, molts tàxons de plantes només es comparteixen amb les seves regions florístiques veïnes. Segons el botànic Armèn Takhtadjan la regió mediterrània es pot dividir en de 7 a 9 províncies florístiques: Mediterrani sud-oest (o el sud de Marroc i sud-oest mediterrani), iberobalear (o ibèrica i balear), ligurotirrènia, adriàtica, est del Mediterrani, sud-mediterrània i Crimeo-Novorossiysk.
La conca mediterrània és la més gran de les cinc àrees mundials amb boscos, arbredes i matollars amb clima mediterrani. Hostatja moltes comunitats de plantes que varien d'acord amb la pluviometria, altitud sobre el nivell del mar, latitud i sòls.
- Els arbusts ocupen les zones més seques, especialment llocs prop de la costa on el vent porta partícules de sal. N'és un exemple la garriga, que rep els noms de frigana a Grècia i batha a Israel-Palestina.
- La màquia (nom italià) són arbusts més alts.
- La sabana i els herbassars es troben en tot el Mediterrani amb moltes plantes anuals (teròfits).
- Les arbredes normalment estan dominades per alzines i pins, barrejats amb altres arbres esceleròfils.
- Els boscs es diferencien de les arbredes pel fet de tenir una capçada que cobreix més superfície i es troben en llocs més humits i en zones de ribera. Els boscos mediterranis estan composts generalment per arbres de fulla persistent i quan augmenta l'altitud es va fent la transició cap a arbres planifolis caducifolis i coníferes més altes similars a les de les zones de clima temperat.

## Les labiades en la vegetació mediterrània
La vegetació mediterrània es caracteritza pel gran nombre d'espècies aromàtiques. A la regió mediterrània viuen unes mil espècies de labiades corresponents a 48 gèneres, dels quals 10 només es troben a la part asiàtica, 2 són endemismes de Marroc i Algèria, 2 de la Macaronèsia (Bystropogon i Cedronella) i altres 2 europeus. Els gèneres més importants pel que fa al nombre d'espècies són Teucrium (141), Stachys (133), Salvia (131), Thymus (114), i Sideritis (87), que sumen més de la meitat del nombre d'espècies.